# U.S. Route 6
De U.S. Route 6 (US 6), ook wel Grand Army of the Republic Highway, is een U.S. Route in de Verenigde Staten. De weg loopt van Bishop (Californië) naar Provincetown (Massachusetts). Op de U.S. Route 20 na is Route 6 de langste snelweg met zijn 5.158 kilometer.

## Traject

### US 6 inCalifornië
De weg begint in het midden van Californië, in Bishop, niet ver van de grens met Nevada. De weg steekt voorbij Benton de grens met die staat over. De route in California is 66 kilometer lang.

### US 6 inNevada
Bij Montgomery Pass komt de weg de staat binnen, vlak bij het hoogste punt van Nevada. De weg loopt dan naar Tonopah, waar hij verder naar het oosten loopt door bergruggen en zeer afgelegen gebied. Men komt nog door Ely waarna hij bij Baker de grens met Utah oversteekt. De route in Nevada is 491 kilometer lang.

### US 6 inUtah
Niet ver van Garrison komt de US 6 de staat binnen in de woestijn. Het eerstvolgende dorp is dan 140 kilometer verder en men passeert door Delta. De weg loopt dan wat naar het noorden en passeert niet ver van Provo langs. Via Price loopt de weg weer naar het oosten, waarna hij dubbelgenummerd met de I-70 de grens met Colorado bij Cisco oversteekt. De route in Utah is 600 kilometer lang.

### US 6 inColorado
De weg komt bij Mack de staat binnen en is dan grotendeels dubbelgenummerd met de I-70 tot vlak voor Denver. De weg loopt dan door Denver en gaat dan samen met de I-76 naar het noordoosten. Men passeert langs Fort Morgan en Sterling en de weg steekt voorbij Holyoke de grens met Nebraska over. De route in Colorado is 752 kilometer lang.

### US 6 inNebraska
Bij Lamar komt de weg de staat binnen en de weg loopt dan naar het oosten, via McCook naar Hastings. De weg loopt op afstand parallel aan de I-80. De weg loopt dan door Lincoln, de hoofdstad van de staat en daarna door Omaha, de grootste stad, waar hij ook de grens met Iowa oversteekt. De route in Nebraska is 600 kilometer lang.

### US 6 inIowa
Bij Council Bluffs komt de weg de staat binnen en verloopt dan verder naar het oosten. Een flink gedeelte is dubbelgenummerd met de I-80. Men bereikt dan Des Moines, de hoofdstad van de staat, waarna de US 6 parallel aan de I-80 loopt. Men passeert door Iowa City en bij Davenport steekt de weg de grens met Illinois over. De route in Iowa is 515 kilometer lang.

### US 6 inIllinois
In het noorden van de staat komt de US 6 de staat binnen bij Moline. De weg verloopt dan parallel aan de I-80 naar het oosten, via Joliet en het zuidelijk stedelijk gebied van Chicago. Hier steekt hij ook de grens met Indiana over. De route is 277 kilometer lang.

### US 6 inIndiana
De weg komt dubbelgenummerd met de I-80 en I-94 de staat binnen bij Hammond. Men komt dan door Gary, vanwaar de US 6 een eigen route krijgt de weg verloopt dan een stukje zuidelijker dan de I-80 en komt niet meer door grote plaatsen. Bij Butler steekt de weg de grens met Ohio over. De route in Indiana is 240 kilometer lang.

### US 6 inOhio
De weg komt bij Edgerton de staat binnen en loopt dan naar het oosten en kruist bij Bowling Green de I-75. De weg kruist dan bij Fremont de I-80 en verloopt via Sandusky langs Lake Erie. De weg loopt dan door het stedelijk gebied van Cleveland en steekt bij Richmond Center de grens met Pennsylvania over. De route in Ohio is 417 kilometer lang.

### US 6 inPennsylvania
De weg komt bij Pennline de staat binnen en loopt dan naar het oosten. Via Meadville en Warren komt men dichter langs de grens met de staat New York. Men passeert door het dunbevolkte gebied van noordelijk Pennsylvania en komt dan door de stad Scranton. Bij Matamoras steekt de weg dan de grens met de staat New York over. De route in Pennsylvania is 634 kilometer lang.

### US 6 inNew York
Bij Port Jervis komt de weg de staat binnen, parallel aan de I-84. De weg volgt dan de loop van die weg via Middletown en Newburgh tot aan de grens met Connecticut bij Brewster. De route in New York is 126 kilometer lang.

### US 6 inConnecticut
Bij de stad Danbury komt de US 6 de staat binnen en de weg loopt dan naar het noordoosten, naar de hoofdstad Hartford. Vanaf daar loopt de weg naar het oosten, tot aan South Killingy aan de grens met Rhode Island. De route in Connecticut is 187 kilometer lang.

### US 6 inRhode Island
De weg komt ten westen van South Foster de staat binnen en loopt dan rechtstreeks naar Providence. Bij East Providence verlaat de weg de staat weer. De route in Rhode Island is 40 kilometer lang.

### US 6 inMassachusetts
Bij Seekonk komt de weg de staat binnen en passeert dan langs de zuidelijke kuist van de staat via Fall River en New Bedford naar het oosten, parallel aan de I-195. De weg loopt dan tot Provincetown op het puntje van Cape Cod. De route in Massachusetts is 190 kilometer lang.
1 ·
2 ·
3 ·
4 ·
5 ·
6 ·
7 ·
8 ·
9 ·
10 ·
11 ·
12 ·
13 ·
14 ·
15 ·
16 ·
17 ·
18 ·
19 ·
20 ·
21 ·
22 ·
23 ·
24 ·
25 ·
26 ·
27 ·
28 ·
29 ·
30 ·
31 ·
32 ·
33 ·
34 ·
35 ·
36 ·
37 ·
38 ·
39 ·
40 ·
41 ·
42 ·
43 ·
44 ·
45 ·
46 ·
48 ·
49 ·
50 ·
51 ·
52 ·
53 ·
54 ·
55 ·
56 ·
57 ·
58 ·
59 ·
60 ·
61 ·
62 ·
63 ·
64 ·
65 ·
66 ·
67 ·
68 ·
69 ·
70 ·
71 ·
72 ·
73 ·
74 ·
75 ·
76 ·
77 ·
78 ·
79 ·
80 ·
81 ·
82 ·
83 ·
84 ·
85 ·
87 ·
89 ·
90 ·
91 ·
92 ·
93 ·
94 ·
95 ·
96 ·
97 ·
98 ·
99 ·
101 ·
131 ·
163 ·
199 ·
340 ·
400 ·
412 ·
425